# Болгарка (национальный парк)
Природный парк «Болгарка» (болг. Природен Парк Българка) — болгарский природный парк, находящийся на северных склонах Балканских гор, у массива Стара-Планина, занимающий территорию в 22000 га в центральной и восточной частях гор между городами Габрово и Казанлык.
Расположенный между крутыми склонами Центральных Балкан и более низкой и покатой частью Стара-Планина, этот регион характеризуется разнообразием рельефа, что выливается в разнообразие флоры и фауны. В связи с географическом положением парка и проходившим через его территорию маршрутами в этом регионе было сделано достаточно много исторических и археологических открытий. С 9 августа 2002 года этот регион является природным парком Болгарии.

## Фауна
Парк относится к Балканскому региону европейской фауны. В нём обитают евразийский волк, лиса, обыкновенный шакал, бурый медведь, кабан, благородный олень, косуля, заяц, восточный ёж, белка, барсук, норка и другие млекопитающие. Из птиц выделяются беркут, пустельга, горный голубь, большой пятнистый дятел, чёрный дятел, зелёный дятел, кукушка, обыкновенный канюк, сова, белая трясогузка, горлица, сойка, сорока, ворона, дрозд, скворец, соловей, синица и другие. Из рептилий выделяются три вида змей и ящериц. Амфибии включают в себя лягушек и саламандр, беспозвоночные — улиток, тритонов и многих насекомых. Из рыб выделяется форель.

## Флора
Леса занимают 80,2% парка или 17461 га. Значительную часть леса занимают буковые деревья (65%). Из других лиственных выделяются дубы, водная саранча, берёза, липа, вяз, акация, осина, клён, ясень, дикая вишня, падуб, рябина и другие. Хвойные деревья — чёрная сосна, белая сосна, ель, пихта, белая пихта и т.д. Голосеменные занимают 0,6 га. Характерная только для этой части Болгарии ботаническая уникальность делает парк важнейшей средой обитания для многих видов. Там есть специальные районы, способствующие сохранению среды обитания. Почти 70% официально признанных лекарственных растений Болгарии можно найти в парке «Булгарка». Всего в парке можно найти не менее 360 видов растений, в том числе 31 вид под угрозой вымирания. Сюда входят тис, геснерия, горный клён, орхидеи, цитис, астрагал и другие. Однако классификация всей флоры и фауны ещё не завершена.

## Культурное наследие
На территории парка находится перевал Шипка, известный благодаря сражению русско-болгарских войск против турецкой армии, в котором болгары, одержав победу, сделали шаг навстречу независимости от Турции. Память о битве увековечена в Шипкинском мемориале. В парке находится архитектурно-этнографический комплекс «Этыр», куда входят Сокольский и Дряновский монастырь. Ещё одной достопримечательностью является местность Узана, являющаяся популярным зимним курортом для любителей спорта с 1930-х годов.